# Citační zákony
Citační zákony vydávali v průběhu 4. a 5. století n. l. římští císaři, aby jednoznačně určili, jak používat díla klasických římských právníků, jak je citovat a jak podle nich vykládat zákony. Přibližně od poloviny 3. stol. n. l. totiž římská jurisprudence zřetelně upadala a fakticky přestávala existovat. V praxi proto byla ve sporných případech používána díla starších právníků z doby klasické, ta však již mnohdy nebyla aktuální či jim pramálokdo rozuměl. Vznikala proto nejrůznější literatura, v nichž tato díla byla různě vysvětlována, aktualizována, modernizována, mnohdy však spíše kontraproduktivním způsobem, který jen působil další zmatek. Bylo tudíž nutné mít závazná interpretační pravidla.
První podobnou úpravu vydal roku 321 Konstantin Veliký. Zakázal používat jakýsi spisek Notae (Poznámky), který komentoval Papiniánovy spisy Responsa (Dobrá zdání) a Quaestiones (Problémy), a přikázal při soudech používat jen Papiniánovy originály. O rok později byla jeho dalším nařízením potvrzena díla Paulova.
Hlavní a nejrozsáhlejší citační zákon byl však vydán roku 426 východořímským císařem Theodosiem II. a západořímským Valentianem III. Bylo v něm definitivně stanoveno, že u soudů mají platnost pouze spisy Papiniana, Ulpiána, Paula, Modestina a Gaia. Při neshodě názorů u těchto autorů rozhoduje většina, při jejich shodnosti platí stanovisko Papiniana a mlčí-li k dané kauze Papinian, může soudce rozhodnout, jak sám chce.